# كارثة مدرسة باث

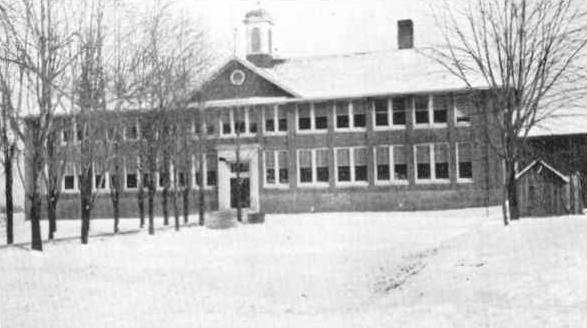
مدرسة باث كونسوليتد قبل القصف.

كانت حادثة مدرسة باث، المعروفة أيضًا باسم مجزرة مدرسة باث، سلسلة من الهجمات العنيفة التي ارتكبها أندرو كيهو في 18 مايو 1927، في بلدة باث، ميشيغان، الولايات المتحدة. كما أسفرت الهجمات عن مقتل 38 من تلاميذ المدرسة الابتدائية و 6 بالغين وإصابة 58 آخرين على الأقل. قبل أن تنفجر المتفجرات الموقوتة في مبنى مدرسة باث كونسوليتد، قتل كيهو زوجته نيلي برايس كيهو، وألقى قنابل حارقة على مزرعته. وعند وصول كيهو إلى موقع تفجير المدرسة، مات عندما فجر متفجرات مخبأة في عربته.
غضب كيهو، أمين صندوق مجلس إدارة المدرسة البالغ من العمر 55 عامًا، من زيادة الضرائب وهزيمته في 5 أبريل 1926، عند إنتخاب كاتب البلدة. كما يعتقد السكان المحليون أنه خطط لـ «انتقامه القاتل» بعد تلك الهزيمة العامة. وقد اشتهر كيهو بالصعوبة في مجلس المدرسة وفي  التعاملات الشخصية. بالإضافة إلى ذلك، تم إخطاره في يونيو 1926 بأنه سيتم حبس الرهن العقاري، وفي خلال معظم العام التالي حتى مايو1927 ، اشترى كيهو المتفجرات وخبأهم سراً فوق ممتلكاته وتحت المدرسة.
في 18 مايو 1927، أطلق كيهو انفجارات متزامنة تقريبًا في مزرعته وفي مدرسة باث. ودمرت متفجراته  مباني المزرعة مع الجناح الشمالي من مبنى المدرسة. عندما بدأ رجال الإنقاذ العمل في المدرسة، قاد كيهو إلى فناء المدرسة وفجر الديناميت داخل عربته المليئة بالمتفجرات. أسفر انفجار العربة عن مقتل كيهو بالإضافة إلى أربعة أشخاص آخرين وإصابة المارة.
و أثناء جهود الإنقاذ والإنعاش، اكتشف المفتشون 500 رطل (230 كجم) إضافية من الديناميت والبيروتول غير المنفجرين في الجناح الجنوبي للمدرسة التي كان من المفترض أن تنفجر في نفس الوقت الذي انفجرت فيه الانفجارات الأولية في الجناح الشمالي؛ يبدو أن كيهو كان ينوي تدمير المدرسة أكملها وقتل جميع من فيها.

## معلومات أساسية

### بلدة باث
باث هي بلدة مدنية تقع على بعد 10 أميال (16 كم) شمال شرق مدينة لانسينغ في ولاية ميشيغان الأمريكية. كما تبلغ مساحة البلدة 31 ميلاً مربعاً (80 كم) وتقع قرية باث الصغيرة المستقلة داخل حدودها. تقع البلدة نفسها داخل مقاطعة كلينتون، ميشيغان، وتبلغ مساحتها حوالي 566 ميل مربع (1470 كيلومتر مربع).
في أوائل عشرينيات القرن العشرين كانت المنطقة زراعية في الأصل. وبعد سنوات من النقاش، وافق ناخبي بلدة باث على إنشاء مدرسة باث الموحدة في عام 1922، مع زيادة الضرائب العقارية على البلدة لدفع ثمن إنشاء مدرسة جديدة. عندما افتتحت المدرسة، سجل فيها 236 طالبًا من الصف الأول إلى الثاني عشر. وكان إنشاء المدرسة مثيرًا للجدل، لكن مونتي إلسورث كتب في كتابه حول الحادثة أن المدارس الموحدة لها مزايا تفوق المدارس الريفية الأصغر التي حلت محلها. وكان على جميع ملاك الأراضي داخل المنطقة دفع ضرائب أعلى على الملكية بحسب القيمة. في وقت التفجير، كان في القرية المستقلة حوالي 300 من السكان البالغين.

### أندرو كيهو

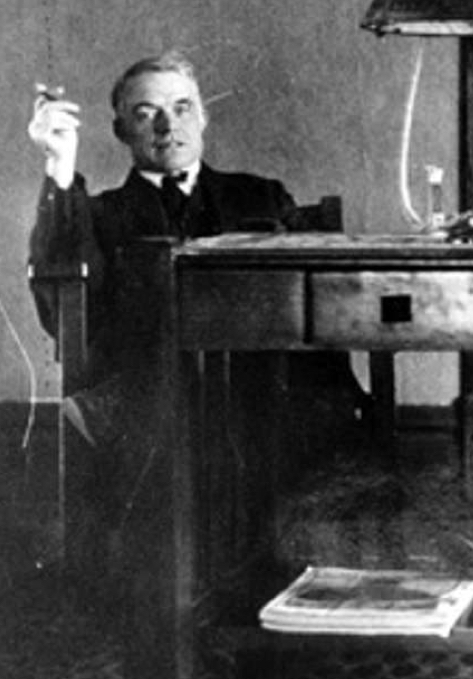
أندرو كيهو ،

ولد أندرو فيليب كيهو في تيكومسيه، ميشيغان، في 1 فبراير 1872، ونشأ في عائلة مكونة من 13 طفلًا والتحق بالمدرسة الثانوية المحلية. بعد تخرجه، درس كيهو الهندسة الكهربائية في كلية ميشيغان الحكومية شرق لانسينغ وانتقل إلى سانت لويس، حيث عمل ككهربائي لعدة سنوات. في وقت ما خلال هذه الفترة أصيب بإصابة في الرأس نتيجة سقوطه وكان شبه واعي أو في غيبوبة لمدة عدة أسابيع. ثم عاد لاحقًا إلى ميشيغان وإلى مزرعة والده.
بعد وفاة والدته، تزوج فيليب والد كيهو من أرملة أصغر منه بكثير، فرانسيس وايلدر، وأنجبت فتاة.
في 17 سبتمبر 1911، عندما حاولت زوجة أبيه إشعال موقد الزيت للعائلة، انفجر وأضرمت النار فيها. ثم ألقى كيهو دلو من الماء عليها، لكن الحريق كان يعتمد على الزيت وما فعله نشر اللهب بسرعة أكبر، مما أدى إلى ابتلاع النيران لجسدها وتدميره، حيث كانت الإصابات قاتلة وتوفيت في اليوم التالي. كما يعتقد بعض جيران كيهو اللاحقين في باث أن كيهو تسبب في انفجار الموقد.
تزوج كيهو من إلين نيلي برايس في عام 1912 عن عمر يناهز 40 عامًا. وبعد سبع سنوات، انتقلوا إلى مزرعة خارج باث. قيل أن كيهو يمكن الاعتماد عليه، ويعمل الخير ويتطوع لجيرانه. كما تم وصفه بأنه غير صبور مع أي خلاف؛ حيث أطلق النارعلى كلب جاره وقتله عندما اقترب الكلب من ممتلكات كيهو وأزعجه بالنباح. كما ضرب أحد خيوله حتى الموت عندما لم يرق إلى مستوى توقعاته.
كان كيهو معروفًا بخبرته الاقتصادية،  وتم انتخابه عام 1924 كوصي على مجلس المدرسة لمدة ثلاث سنوات، وأمين صندوق لمدة عام واحد. كما احتج بقوة من أجل تخفيض الضرائب، وقال مدير مجلس الإدارة M. W. Keys   في وقت لاحق أنه «حارب من أجل إنفاق الأموال على المعدات الأكثر ضرورة». كما كان كيهو شخص يعتبر من الصعب العمل معه، وغالبًا ما يصوت ضد بقية أعضاء المجلس، ويرغب في طريقته الخاصة ويتجادل مع السلطات المالية للبلدة. واحتج على أنه دفع الكثير من الضرائب وحاول تخفيض قيمة ممتلكاته حتى يدفع أقل. وفي عام 1922، كانت ضريبة مدرسة باث 12.26 دولارًا على قيمة ألف دولار (مع تثمين مزرعة كيهو بعشرة آلاف دولار).
وفي عام 1923، رفع مجلس المدرسة الضريبة إلى 18.80 دولارًا لكل ألف دولار، وفي عام 1926 ارتفعت الضرائب إلى 19.80 دولارًا. هذا يعني أن دين كيهو الضريبي ارتفع من $ 122.60 في عام 1922 إلى $ 198.00 في عام 1926.
في يونيو 1926، تم إخطار كيهو بأن أرملة عم زوجته، التي كانت تمتلك صك عقاري على ممتلكاته، قد بدأت إجراءات الرهن العقاري.
بعد الحادثة، أفاد شريف فوكس، الذي باشر بلاغ الرهن، أن كيهو قد تمتم «لولا ضريبة المدرسة التي تبلغ 300 دولار، لربما تمكنت من دفع هذا الرهن». وذكرت السيدة برايس، صاحبة الرهن العقاري، أن كيهو قال «إذا لم أستطع العيش في ذلك المنزل، فلن يستطيع العيش فيه أي أحد آخر» – عندما ذكرت حبس الرهن له..
تم تعيين كيهو في عام 1925 لشغل منصب كاتب المدينة مؤقتًا، لكنه هُزم في انتخابات أبريل 1926. هذا الرفض العام من قبل المجتمع أغضبه. وقد كتب إلسورث أنه يعتقد أن هذه الهزيمة كانت السبب وراء تخطيط كيهو لـ«انتقامه القاتل»؛ باستخدام المتفجرات لتدمير مدرسة باث، وقتل الأطفال والعديد من أفراد المجتمع.
في مذبحة باث، أرني بيرنستاين يستشهد بقائمة المراجعة النفسية لمراجعة روبرت د. هير ويقول أن أندرو كيهو «يلائم الوصف بشكل جيد للغاية»
لاحظ مكمولين -جار كيهو- أنه توقف عن العمل في مزرعته تمامًا منذ معظم العام السابق، وتكهن بأن كيهو قد يخطط للانتحار.
أعطاه كيهو أحد خيوله في أبريل 1927، لكن مكمولين أعادها لهذا السبب. ثم اكتشف لاحقًا أن كيهو قد قطع جميع أسواره السلكية كجزء من استعداداته لتدمير مزرعته، وحشد أشجار الظل الصغيرة لقتلها وقطع نباتات العنب قبل إعادتها إلى جذوعها لإخفاء الضرر.وقام بجمع الأخشاب والمواد لأخرى ووضعها في كوخ الأدوات التي دمره لاحقًا بقنبلة حارقة.
بحلول وقت التفجير، كانت نيلي كيهو قد أصيبت بمرض ما مزمن يشبه السل، والذي لم يكن هناك علاج فعال له أو شفاء منه في ذلك الوقت. ربما أسهمت إقامتها المتكررة في المستشفى في زيادة ديون الأسرة. وكان كيهو قد توقف عن دفع أقساط الرهن العقاري والتأمين على المنزل فيما مضى.

### شراء وزرع متفجرات المدرسة

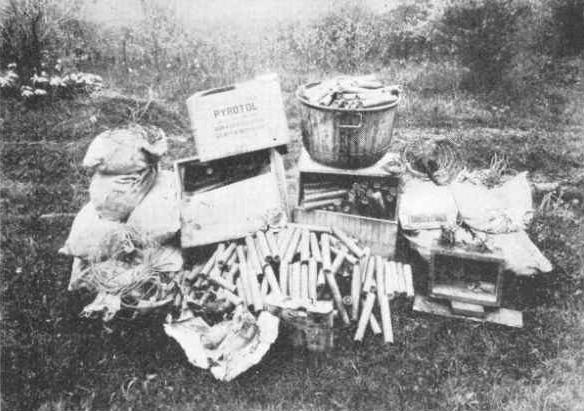
انتشال المتفجرات من تحت المدرسة

لاتوجد دلالة واضحة متى نوى كيهو فكرة ذبح أطفال المدرسة وأهل البلدة، لكن إلسورث، الذي كان جاره، اعتقد أن كيهو خطط خطته بعد هزيمته في 5 أبريل 1926، عند انتخاب كاتب المدينة. كان الإجماع العام لسكان البلدة أنه عمل على خطته على الأقل منذ أغسطس السابق. كما نقلت صحيفة نيويورك تايمز عن عضو مجلس إدارة مدرسة باث إم. أو:
لا يساورني شك في أنه وضع خططه في الخريف الماضي [1926] لتفجير المدرسة ... لقد كان كهربائيًا متمرسًا ووظفه المجلس في نوفمبرلإجراء بعض الإصلاحات على نظام إضاءة المدرسة. كانت لديه فرصة كبيرة بعد ذلك لزرع المتفجرات ووضع الأسلاك المتلامسة.
كان كيهو يتمتع بحرية الوصول إلى مبنى المدرسة خلال العطلة الصيفية لعام 1926. منذ منتصف عام 1926، بدأ في شراء أكثر من طن من البيروتول، وهو متفجر حارق استخدمه المزارعون خلال عصر التنقيب وحرق الحطام.
في نوفمبر 1926، قاد سيارته إلى لانسينغ واشترى صندوقين من الديناميت من متجر للسلع الرياضية.
و قد تم استخدام الديناميت بشكل شائع في المزارع، لذلك فإن شرائه لكميات صغيرة من المتفجرات من متاجر مختلفة وفي تواريخ مختلفة لم يثيرأي شك. وأبلغ الجيران عن سماع دوي انفجارات في المزرعة كما وصفه أحدهم بأنه «مزارع الديناميت».
مابعد الحادثة، ورد محققي شرطة ولاية ميشيغان بلاغ واكتشفوا أن كمية كبيرة من الديناميت قد سرقت من موقع تشييد الجسر وأن أندرو كيهو مشتبه في سرقته. كما استعاد المحققون حاوية بنزين في قبو المدرسة.
تم تزويد الحاوية بصمام، وخمن المحققون بأن كيهو كان قد خطط لإشعال أبخرة البنزين من شرارة مشتعلة في جميع أنحاء الطابق السفلي. في القسم غير التالف من المدرسة تبين أن كيهو أخفى المتفجرات في ستة أطوال من المزاريب وثلاثة قضبان صيد من الخيزران وما تم وصفه بـ «قضبان الطاحونة» التي تم وضعها في سقف الطابق السفلي.
اشترى كيهو بندقية وينشستر اليدوية من عيار 30 من في ديسمبر 1926، وفقًا لإفادة الملازم ليل لايل مورس، محقق شرطة ولاية ميشيغان من قسم إدارة السلامة العامة.

### استعدادات إضافية

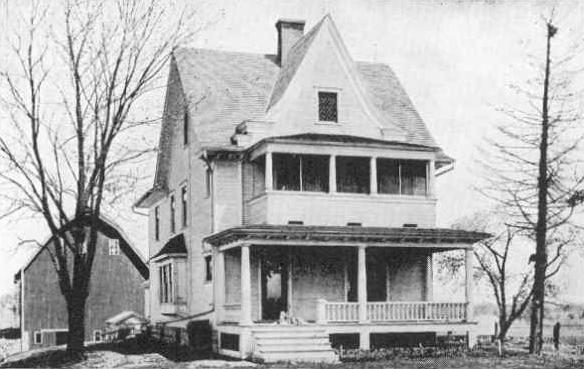
منزل أندرو ونيلي كيهو قبل الكارثة

قبل 18 مايو، قام كيهو بتعبئة المقعد الخلفي لعربته بالحطام المعدني القادرعلى إنتاج شظايا أثناء الانفجار.
كما اشترى مجموعة جديدة من الإطارات لعربته حتى لاتتعطل عند نقل المتفجرات. كما قام بالعديد من الرحلات إلى لانسينغ لجلب المزيد من المتفجرات، وكذلك إلى المدرسة والبلدة ومنزله. شهدت إيدا هول - التي كانت تعيش في منزل قرب المدرسة- نشاطاً حول المبنى في ليالي مختلفة خلال شهر مايو. وفي فجر أحد الأيام، شاهدت رجلاً يحمل أشياء إلى الداخل. كما رأت المركبات حول المبنى عدة مرات في وقت متأخر من الليل. ذكرت هول هذه الأحداث لأحد الأقارب ولكن لم يتم إبلاغ الشرطة عنها.
خرجت نيلي من مستشفى سانت لورانس في لانسينغ في 16 مايو، وقُتلت على يد زوجها وكانت التفجيرات بعد ذلك بيومين. وضع كيهو جسدها في عربة يدوية في الجزء الخلفي من حظيرة دجاج المزرعة، حيث تم العثور عليها في حالة متفحمة بشدة بعد انفجارات المزرعة والحريق. كما تراكم حول العربة الأواني وصندوق النقود المعدنية. حيث يمكن رؤية رماد العديد من الأوراق النقدية من خلال شق في صندوق النقود. كما قام كيهو بوضع وتوصيل قنابل نارية من نوع بيروتول محلية الصنع في المنزل وفي جميع أنحاء مباني المزرعة.

## يوم الحادثة

### قنابل المزرعة

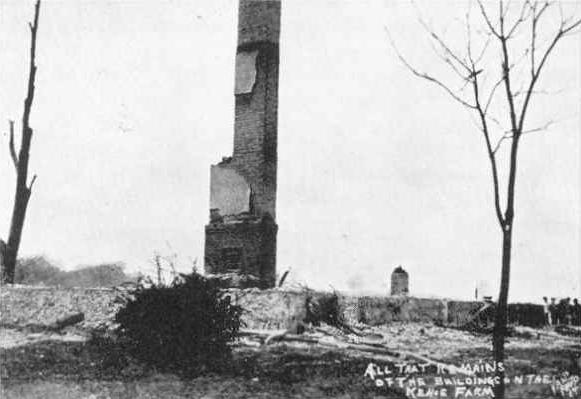
حطام مزرعة كيهو بعد الانفجار

في حوالي الساعة 8:45 صباحًا يوم الأربعاء، 18 مايو، قام كيهو بتفجير القنابل الحارقة في منزله ومباني المزرعة، مما تسبب في وصول بعض الأنقاض إلى منزل دواجن جاره. لاحظ الجيران الحريق، وهرع المتطوعون إلى مكان الحادث.
قام أو إتش بوش والعديد من الرجال الآخرين بالزحف من خلال نافذة مكسورة في المزرعة بحثًا عن ناجين. عندما لم يعثروا على أي شخص في المنزل، تمكنوا من إنقاذ ما استطاعوا إنقاذه من الأثاث قبل أن ينتشر الحريق في غرفة المعيشة. اكتشف بوش الديناميت في الزاوية. والتقط مجموعة من المتفجرات وسلمها إلى أحد الرجال.
عندما غادر كيهو الممتلكات المحترقة على عربته، توقف لإخبار أولئك الذين يقاومون النار أنهم يجب أن يصلوا إلى المدرسة ثم انطلق.

### انفجار الجناح الشمالي

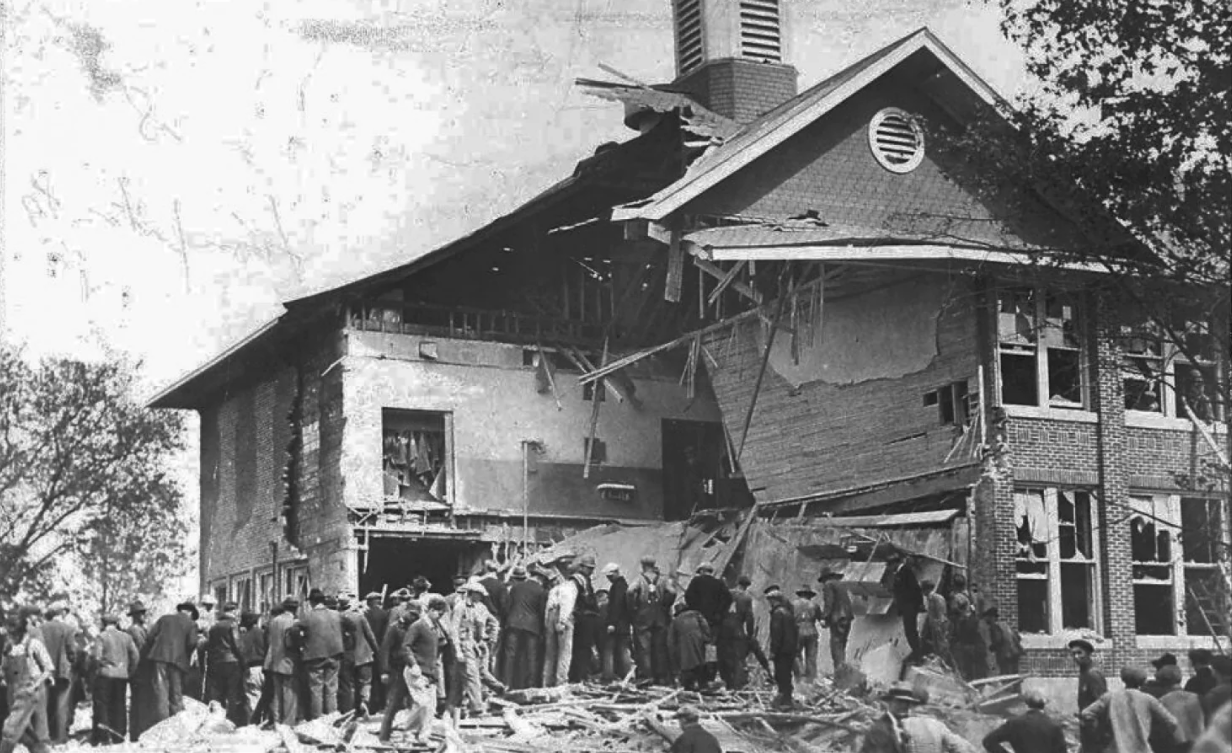
منظر أمامي لمبنى المدرسة بعد القصف

بدأت الفصول الدراسية في مدرسة باث كونسوليديتيد في الساعة 8:30 صباحًا، وكان كيهو قد وضع مؤقتاً في الطابق السفلي من الجناح الشمالي للمدرسة، والذي فجر الديناميت والبيروتول الذي أخفاه هناك. وفي حوالي الساعة 8:45 صباحًا سمع رجال الإنقاذ المتجهون إلى موقع حريق مزرعة كيهو الانفجار الذي وقع في مبنى المدرسة وعادوا إلى ذلك الاتجاه. هرع الآباء داخل المجتمع الريفي إلى المدرسة. كان مبنى المدرسة يشبه منطقة حرب، حيث قتل 38 شخصًا في الانفجار الأولي، معظمهم أطفال.
بعد ذلك، تم إجراء مقابلات مع شهود العيان والناجين من قبل مراسلي الصحف. قال مدرس الصف الأول، برنيس ستيرلينغ، لمراسل وكالة الأسوشيتد برس، إن الانفجار كان مثل الزلزال:
"... بدا أن الجو ممتلئ بالأطفال والمكانب والكتب الطائرة. وقد تم قذف الأطفال في الهواء؛ وتم قذف بعضهم خارج المبنى.
كما قال شاهد عيان روبرت جيتس أن المشهد كان فوضى عارمة في المدرسة:
أم وراء الأخرى يجرين في فناء المدرسة..ويطلبن معلومات حول أطفالهن، وعندما يرين الجثث الملقى بها على العشب؛ يجهشن بالبكاء ويصبن بالإغماء. ومع ضيق الوقت كان هناك أكثر من 100 رجل يعملون في إبعاد الحطام عن المدرسة، والعديد من النساء كانوا يتخبطون بجنون على الأخشاب والطوب المكسور للبحث عن آثار لأطفالهم. رأيت أكثر من امرأة ترفع مجموعات من الطوب متماسكة معًا بمدافع الهاون أثقل مما كان يمكن للرجل العادي التعامل معه بدون رافعة.
كما روى إلسورث: «رأيت أمًا، السيدة يوجين هارت، تجلس على الضفة على بعد مسافة قصيرة من المدرسة مع فتاة صغيرة ميتة على جانبيها وتحمل صبيًا صغيرًا، بيرسي، الذي مات بعد وقت قصير أثناء نقله إلى المشفى. كان ذلك في الوقت الذي فجر فيه كيهو عربته في الشارع، مما أدى إلى إصابة بيري، أكبر أطفال السيد والسيدة هارت.»
انهار الجناح الشمالي للمدرسة، تاركا حافة السقف على الأرض. وأشار إلسورث إلى أنه «كان هناك كومة من الأطفال تتراوح أعمارهم بين خمسة أو ستة تحت السقف».
تطوع إلسورث للعودة إلى مزرعته والحصول على حبل ثقيل بما يكفي لسحب سقف المدرسة عن أجساد الأطفال. وأثناء عودته، رأى كيهو يقود في الاتجاه المعاكس، متجهاً نحو المدرسة. قال إلسورث إنه ابتسم ابتسامة عريضة ولوح بيده. وعندما ابتسم، أكاد أرى جميع أسنانه.

### انفجار الشاحنة

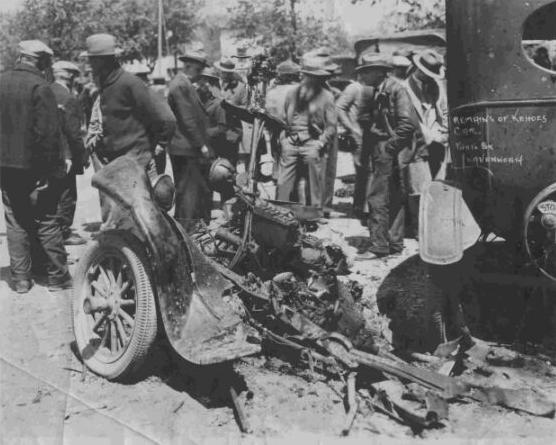
بقايا عربة كيهو بعد الانفجار

قاد كيهو إلى المدرسة بعد حوالي نصف ساعة من الانفجار الأول، رأى المشرف هيك واستدعاه إلى عربته. أدلى تشارلز هاوسون بشهادته في التحقيق أنه رأى الرجلين يتصارعان على نوع من البندقية الطويلة قبل أن يفجر كيهو الديناميت المخزن في عربته، ويقتل نفسه على الفور؛ هيك نيلسون مكفارين -مزارع متقاعد- وكليو كلايتون -طالب في الصف الثاني يبلغ من العمر 8 سنوات-. نجا كلايتون من الانفجار الأول ثم تجول خارج مبنى المدرسة. و قُتل نتيجة للشظايا الناجمة عن انفجار المركبة.
أدى انفجار العربة إلى انتشار الشظايا على مساحة واسعة كما تسبب في أضرار جسيمة للسيارات المركونة على بعد مسافة قريبة، حيث اشتعلت النار في أسطحها من البنزين المحترق. وأصابت عدة آخرين وأصابت مدير البريد جلين أو.سميث، الذي فقد ساقه ومات قبل وصوله إلى المستشفى. وأدعى أو. إتش. بوش أن أحد أفراد طاقمه ضمد جروح مدير مكتب البريد جلين سميث؛ الذي تم تفجير ساقه.

### الإنعاش والإنقاذ
بقي عمال الهاتف في مراكزهم لساعات لإستدعاء الأطباء والدفانين وعمال المستشفيات في المنطقة وأي شخص آخر قد يساعد .كما أرسلت إدارة مكافحة الحرائق في لانسينغ العديد من رجال الإطفاء وقائدها.
وقام الطبيب المحلي جي. إي. كروم وزوجته، الممرضة، اللذان خدما في الحرب العالمية الأولى، بتحويل صيدلة باث إلى مركز فرز. وبعد ذلك تم نقل الجثث إلى مبنى البلدية، الذي تم استخدامه كمشرحة.
عمل المئات في الحطام طوال النهار وفي الليل في محاولة للعثورعلى أي طفل عالق في الأسفل وإنقاذه.
أرسل مقاولو المنطقة جميع رجالهم للمساعدة، وجاء العديد من الأشخاص الآخرين إلى الموقع استجابة لنداءات المساعدة. في نهاية المطاف، وصل 34 من رجال الإطفاء ورئيس قسم مكافحة الحرائق في لانسينغ، وكذلك وصل العديد من ضباط شرطة ولاية ميشيغان الذين نظموا حركة السير من وإلى مكان الحادث.
وتم نقل الجرحى والحالات الحرجة إلى مستشفى سبارو ومستشفى سانت لورانس في لانسينغ. كما تم تمويل بناء مرفق سانت لورانس إلى حد كبير من قبل لورانس برايس، عم نيلي كيهو، الذي كان سابقًا مديراَ تنفيذيًا لجمعية سيارات أولدزموبيل لانسينغ. ثم وصل حاكم ولاية ميشيغان فريد دبليو جرين في ظهيرة يوم الحادثة وساعد في أعمال الإغاثة، حيث نقل الطوب بعيدًا عن مكان الحادثة. وأرسلت شركة لورنس بيكنج فيلانسينغ شاحنة مملوءة بالفطائر والسندويشات التي تم تقديمها إلى رجال الإنقاذ في قاعة المجتمع في البلدة.

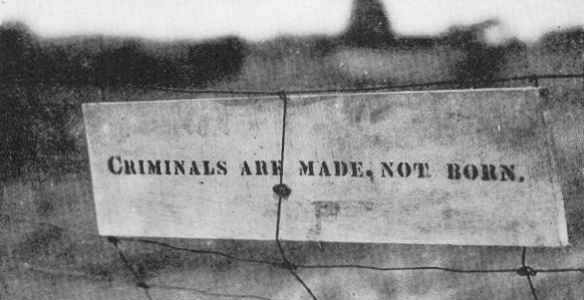
الرسالة التي كتبها كيهو وتركها على سياج مزرعته.

أثناء البحث عن ناجين وضحايا ، عثر رجال الإنقاذ على 500 رطل (230 كجم) إضافية من الديناميت الذي فشل في الانفجار في الجناح الجنوبي للمدرسة.
تم إيقاف البحث للسماح لشرطة ولاية ميشيغان بنزع أسلحتهم ، ووجدوا منبهًا موقوتًا للانطلاق في الساعة 8:45 صباحًا ، وخمن المحققون بأن الانفجار الأولي ربما تسبب في حدوث دائرة كهربائية قصيرة في المجموعة الثانية من القنابل ، مما منعها من الانفجار. حيث قاموا بتفتيش المبنى ثم عادوا إلى أعمال الإنقاذ.
كما تجمع رجال الشرطة والإطفاء في مزرعة كيهو للتحقيق في الحرائق. وبحث جنود الولاية عن نيلي كيهو في جميع أنحاء ميشيغان، معتقدين أنها كانت في مصح لمرض السل ، ولكن تم العثور على جثتها المتفحمة في اليوم التالي للحادثة ، بين أنقاض المزرعة.
تدمرت جميع مباني مزرعة كيهو وأحترقت خيول كيهو حتى الموت ، محاصرين داخل الإسطبل، وتم العثور على جثثهم حيث كانت أرجلهم متشابكة مع الأسلاك ، ومنع انفجار المباني والنيران المشتعلة هروبهم ونجاتهم. ووجد المحققون لاحقاً لافتة خشبية معلقة على سور المزرعة مع رسالة كيهو الأخيرة المرسوم عليها: «المجرمين صُنعوا ، ولم يولدوا».

## عواقب الحادثة
أنشأ الصليب الأحمر الأمريكي مركز عمليات في صيدلية كروم وأخذ زمام المبادرة في تقديم المساعدة والراحة  للضحايا. بقي مقر الصليب الأحمر في لانسينغ مفتوحًا حتى الساعة 11:30 ليلاً في تلك الليلة للرد على المكالمات الهاتفية وتحديث قائمة القتلى والجرحى وتوفير المعلومات وخدمات التخطيط لليوم التالي.
كما استجاب المجتمع المحلي بسخاء ، حسبما أفادت في ذلك الوقت وكالة أسوشيتد برس: «لوحظ تعاطف عام مع إعادة تأهيل المجتمع المنكوب، وتم تقديم المساعدة بدون مقابل على أمل أن تخفف حزن أولئك الذين فقدوا أحباءهم قليلاً». وتمكن الصليب الأحمر من إدارة التبرعات التي تم دفعها لتغطية النفقات الطبية للناجين وتكاليف دفن القتلى، في غضون أسابيع قليلة ، تم جمع 5,284,15 دولارًا أمريكيًا (ما يعادل 77,774 دولارًا أمريكيًا في عام 2019) من خلال التبرعات ، بما في ذلك 2,500
دولار من مجلس المشرفين في مقاطعة كلينتون و 2000 دولارمن الهيئة التشريعية لولاية ميشيغان.
تلقت الكارثة تغطية على الصعيد الوطني في الأيام التالية ، وتقاسمت العناوين الرئيسية مع معبر تشارلز لندبرغ عبر المحيط الأطلسي (على الرغم من أن معبر ليندبرغ تلقى المزيد من الاهتمام) وأثار إنهمار وطني من الحزن. ووصفت عناوين الصحف من جميع أنحاء الولايات المتحدة كيهو بأنه معتوه ومجنون وشرير.
كما أظهر أناس من جميع أنحاء العالم تعاطفهم مع أسر ومجتمع باث ، بما في ذلك رسائل من بعض أطفال المدارس الإيطاليين. كتب أحد طلاب الصف الخامس: «حتى لو كنا صغارًا ، فإننا نعي تماماً الحزن والمكروه الذي أصاب إخواننا الأعزاء».
كتب فصل إيطالي آخر: "نحن ندعو إلى الرب يأن يمنح الأمهات والآباء التعساء القوة لتحمل الحزن الكبير الذي ينزل عليهم ، نحن معكم قلباً وقالباًً.
طلبت جثة كيهو إحدى شقيقاته ودفنتها في قبرغير معلوم في حقل بوتر في مقبرة ماونت رست، سانت جونز، ميشيغان. كما دفنت عائلة برايس نيلي،  برايس كيهو في مقبرة لانسينغ تحت اسمها قبل الزواج.
قدمت آلاف المركبات من المناطق النائية والدول المحيطة إلى باث. مرت أكثر من 100 ألف سيارة ليوم السبت فقط ، وهو ما يمثل حركة مرور هائلة للمنطقة. اعتبر بعض سكان باث هذا الأمر بمثابة تدخل غير مبرر في وقت حزنهم ، لكن معظمهم قبلوه كتعبير عن التعاطف والدعم من المجتمعات المحيطة.
بدأت مراسم دفن الضحايا  يوم الجمعة ، بعد يومين من الكارثة. واستمرت الجنازات والدفن يومي السبت والأحد حتى تم دفن جميع القتلى. لبعض الوقت بعد المأساة واصلت المدينة ومزرعة كيهو المحترقة في جذب الفضوليين.

### تحقيق الطبيب الشرعي
وصل الطبيب الشرعي إلى مكان الحادث يوم الحادثة وطلب من ستة من قادة المجتمع بعد ظهر ذلك اليوم أن يؤدوا القسم ليكونوا بمثابة هيئة محلفين تحقق في وفاة المشرف هيوك. تم أخذ موافقة مبدئية في 19 مايو، وبدأ تحقيق الطبيب الشرعي الرسمي في 23 مايو.
أجرى المدعي العام في مقاطعة كلينتون الفحص ، وشهد أكثر من 50 شخصًا أمام هيئة المحلفين.
ذكر ديفيد هارت خلال إفادته أن كيهو أخبره أنه «قتل حصانًا»، وذكرت صحيفة نيويورك تايمز أن الناس يقولون إن كيهو «لديه مزاج لايمكن السيطرة عليه» و «يبدو أن لديه هوسًا لقتل الأشياء». كما ذكر الجيران أنه كان يضع أسلاكاً على مباني مزرعته في ذلك الوقت وأنه كان مراوغاً حول أسبابه.
وذكر سيدني جي هاول -جار كيهو- ، أنه بعد اندلاع  الحريق في مزرعة كيهو ، حذره كيهو هو وثلاثة رجال معه بمغادرة المكان ، قائلاً، «يا رجال ، أنتم أصدقائي ، من الأفضل أن تخرجوا من هنا ، من الأفضل أن تذهبوا إلى المدرسة.» كما ذكر ثلاثة من عمال الهاتف العاملين بالقرب من باث أن كيهو مررهم بعربته على الطريق المؤدي إلى المدرسة ، ورأوه يصل هناك.
انقلبت عربتة وتوقفت أمام المبنى. وبعد بضع لحظات ، حسب ماذكرعمال التمديدات الكهربائية انفجرت العربة ، وأصابت الشظايا أحدهم.
ذكر شهود آخرون أن كيهو توقف مؤقتًا بعد التوقف، داعياً هايك إلى العربة وأن الرجلين ناضلوا قبل أن يفجرعربته.
على الرغم من عدم وجود أي شك على الإطلاق في أن كيهو كان الجاني ، فقد طُلب من هيئة المحلفين تحديد ما إذا كان مجلس المدرسة أو موظفوها مذنبين بالإهمال. بعد أكثر من أسبوع من أمر التحقيق ، برّأت هيئة المحلفين مجلس المدرسة وموظفيها. وفي حكمها توصلت هيئة المحلفين إلى أن كيهو «تصرف لوحده بطريقة سرية وأخفى عملياته بحيث لم يكن هناك سبب للشك في أي من أفعاله ؛ ونجد كذلك أن مجلس إدارة المدرسة، وفرانك سميث ، بواب مبنى المدرسة ، لم يهملوا في واجباتهم ، ولم يكونوا مذنبين بأي إهمال في عدم اكتشاف خطة كيهو».
وكشف التحقيق أن كيهو قتل المشرف إيموري هيك صباح 18 مايو. كما كان حكم هيئة المحلفين أن المدرسة قد تم تفجيرها كجزء من الخطة وأن كيهو كان وحده ومن دون مؤامرات قتل 43 شخصًا ، بما في ذلك زوجته نيلي. تم تحديد الانتحار ليكون سبب وفاة كيهو ، مما رفع العدد الإجمالي للقتلى إلى 44 في وقت التحقيق.
في 22 أغسطس ، بعد ثلاثة أشهر من الحادثة ، توفيت طالبة الصف الرابع بياتريس جيبس بعد عملية جراحية في الورك. كانت هي الوفاة الخامسة والأربعون والأخيرة الذي تٌنسب مباشرة إلى حادثة مدرسة باث ، مما جعلها أكثر الهجمات دموية في تاريخ المدارس الأمريكية.
ريتشارد فريتز-الذي لقيت شقيقته الكبرى مارجوري فريتز مصرعها في الانفجار - أصيب في الانفجار وتوفيت بعد ذلك بحوالي سنة جراء التهاب عضلة القلب في سن الثامنة. على الرغم من أن ريتشارد لم يدرج في قوائم الضحايا ، إلا أنه يعتقد أن وفاته بسبب التهاب عضلة القلب قد نتجت بشكل مباشر عن عدوى ناتجة عن إصاباته.

### إعادة الإعمار
دعا الحاكم قرين بسرعة إلى التبرع لمساعدة سكان المدينة وأنشأ صندوق إغاثة باث من الأموال التي قدمها المانحون والدولة والحكومات المحلية. وتبرع الناس من جميع أنحاء البلاد للصندوق.
عادت المدرسة للعمل في 5 سبتمبر 1927، وعُقدت السنة الدراسية 1927-1928 في قاعة المجتمع وقاعة المدينة ومبنيين للبيع بالتجزئة. عاد فيها معظم الطلاب الناجين.
وظف المجلس أو.إم برانت من لوثر، ميشيغان ، ليخلف هيك كمشرف. تبرع مهندس لانسينج المعماري وارن
هولمز بخطط البناء ، ووافق مجلس المدرسة على عقود المبنى الجديد في 14 سبتمبر.
و في 15 سبتمبر ، قدم السيناتور الأمريكي ميشيغان جيمس كوزينز شيكه الشخصي بمبلغ 75000 دولار (ما يعادل 1,103,879 دولارًافي عام 2019) إلى صندوق إعمار باث للمساعدة في بناء المدرسة الجديدة.
هدم المجلس الجزء المتضرر من المدرسة وشيد جناحًا جديدًا بالأموال الممنوحة. خلال فترة إعادة البناء ، تم العثورعلى الديناميت في المبنى ثلاث مرات منفصلة.
تم تخصيص مدرسة جيمس كوزنز الزراعية في 18 أغسطس 1928. تم حرث مزرعة كيهو بالكامل لضمان عدم إخفاء المتفجرات في الأرض وبيعها في المزاد لدفع الرهن العقاري.

### الإرث
قدم الفنان كارلتون دبليو أنجيل إلى المجلس تمثالًا تذكاريًا في عام 1928 بعنوان فتاة مع قطة (تُعرف بالعامية أيضاً باسم فتاة مع هرة). يحتوي متحف مدرسة باث في المدرسة المتوسطة في منطقة المدرسة على العديد من العناصر المرتبطة بالحادثة بما في ذلك التمثال.
في عام1975 ، تم هدم مبنى كوزينز وتم إعادة تطوير الموقع ليصبح منتزه جيمس كوزينز ميموريال بارك، المكرس للضحايا. تقع في وسط المنتزه القبة الأصلية لمدرسة باث الموحدة ، التي نجت من الحادثة وبقيت في المدرسة حتى تم هدم المبنى.
بعد بعض النقاش ، تم تثبيت علامة تاريخية بولاية ميشيغان في الحديقة في عام 1991 من قبل لجنة ميشيغان التاريخية. في عام 2002 تم وضع لوحة برونزية تحمل أسماء القتلى في الحادثة على حجر كبير بالقرب من مدخل الحديقة
أعلنت البلدة في 3 نوفمبر ، 2008، أنه تم التبرع بشواهد قبور لإميلي وروبرت بروموندت ، ضحايا القصف الأخير اللذين لا تزال قبورهما غير محددة. في منحة من مؤسسة لشواهد القبور.
و في سبتمبر 2014، تم تركيب شاهد قبر في قبر ريتشارد أ. فريتز ، الذي نُسبت وفاته في عام 1928، جراء الإصابات التي لحقت به في الانفجار. تم دفع تكاليف الضريح من قبل مؤلف يكتب كتاب عن الحادثة.
تم إصدار فيلم وثائقي عن الكارثة في عام 2011، يتضمن المقابلات مع مختلف الناجين التي تم تسجيلها ابتداء من عام 2004.
في 18 مايو 2017، تم الاحتفال بالذكرى التسعين للكارثة مع حلقة نقاش في مدرسة باث المتوسطة.
وقد اعتبر الخبراء الطبيون هذا العمل الفريد للإرهاب المدرسي التاريخي وسيلة «لإكتساب منظور حول أنماط إصابة الأطفال والاستعداد لمواجهة الكوارث في المستقبل».

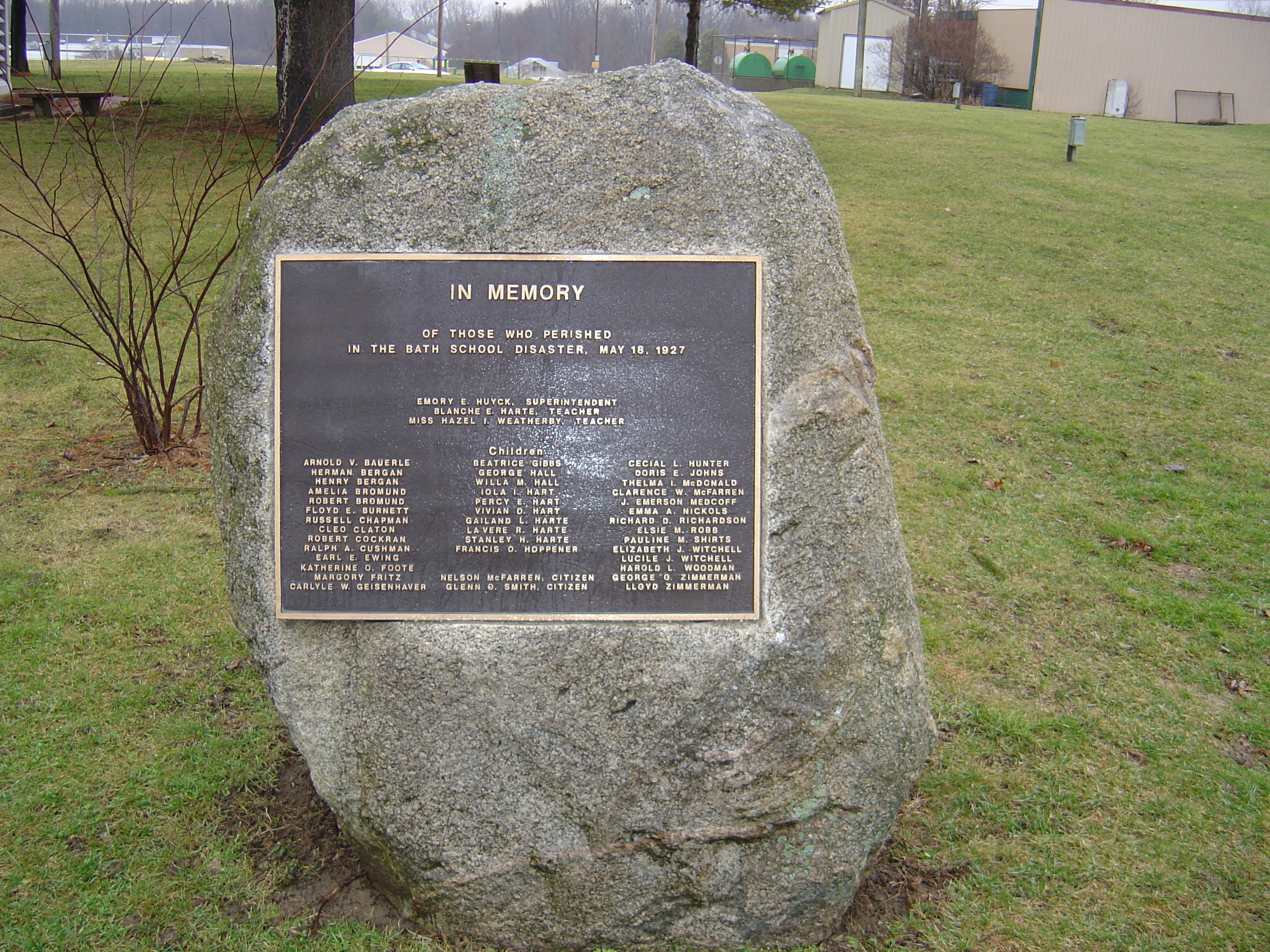
نصب تذكاري عند مدخل متنزه جيمس كوزنز